# Efeito íon comum
O efeito íon comum se baseia no produto de solubilidade (Kps) segundo o qual, para diminuir a solubilidade de um sal se agrega um dos íons. Ao aumentar a concentração de um dos íons que formam o precipitado, a concentração do outro deve diminuir, para que Kps permaneça constante, a uma temperatura determinada. Este efeito é o que permite reduzir a solubilidade de muitos precipitados, ou para precipitar quantitativamente um íon, usando excesso de agente precipitante.

## Exemplo - cátion prata
Se uma solução contém dissolvidas duas substâncias que tenham um íon em comum (por exemplo cloreto de prata e nitrato de prata), ao calcular o produto iônico (PI), não só deve-se considerar o aporte de cátion prata proveniente do cloreto, senão também o que provém do nitrato de prata.
Se o nitrato de prata é agregado a uma solução saturada de cloreto de prata, o incremento provocado na concentração molar do cátion prata fará que o PI seja maior que o Kps, portanto, precipitará algo de cloreto de prata para restabelecer o equilíbrio. O efeito do agregar de um íon comum é uma diminuição na solubilidade do sal (cloreto de prata neste caso). 